# Mistrzostwa Europy w Wioślarstwie 2008 – ósemka mężczyzn
Ósemka mężczyzn (M8+) – konkurencja rozgrywana podczas Mistrzostw Europy w Wioślarstwie 2008 w Atenach między 19 a 20 września.

## Harmonogram konkurencji
| Wydarzenie               | Runda      |
| ------------------------ | ---------- |
| Piątek, 19 września 2008 | Eliminacje |
| Piątek, 19 września 2008 | Repasaże   |
| Sobota, 20 września 2008 | Finał B    |
| Sobota, 20 września 2008 | Finał A    |

## Medaliści
| Złoto | Srebro | Brąz |
| Francja · Victor Bordereau · Adrien Hardy · Pierre-Jean Peltier · Jean-Baptiste Macquet · Frédéric Doucet · Benjamin Rondeau · Sébastien Lenté · Dorian Mortelette · Benjamin Manceau | Rosja · Anton Zarucki · Aleksandr Lebiediew · Roman Worotnikow · Edgar Iwans · Aleksandr Kulesz · Dmitrij Rozinkiewicz · Władimir Wołodenkow · Dienis Markiełow · Pawieł Safonkin | Polska · Sebastian Kosiorek · Michał Stawowski · Patryk Brzeziński · Piotr Buchalski · Wojciech Gutorski · Marcin Brzeziński · Rafał Hejmej · Mikołaj Burda · Daniel Trojanowski |

## Wyniki

### Eliminacje
Reguła kwalifikacji: 1 → FA, 2.. → R

#### Eliminacje 1
| Miejsce | Zawodnik | Kraj            | Czas    | Uwagi |
| ------- | --- | --------------- | ------- | ----- |
| 1       | Sebastian Kasielke Fokke Beckmann Nils Menke Max Bandel Richard Schmidt Marco Neumann Martin Rückbrodt Ruben Anemüller Martin Sauer                 | Niemcy          | 5:38,22 | FA    |
| 2       | Florin Lauric Andrei Radion Ionut Moisa Andrei Timpau Ionut Minea Cristian Sirbu Ionel Strungaru Aurelian Stoica Bogdan Codrici                     | Rumunia         | 5:44,60 | R     |
| 3       | Charles Burkitt Nathaniel Reilly-O’Donnell Phil Turnham Thomas Broadway Marcus Bateman James Orme Tom Burton Tom Wilkinson Phelan Hill              | Wielka Brytania | 5:46,17 | R     |
| 4       | Andrij Pryweda Ołeksandr Pachomow Iwan Bałandin Mykoła Bałandin Rusłan Piałkin Dmytro Prokopenko Andrij Szpak Ołeksij Tarasenko Ołeksandr Konowaluk | Ukraina         | 5:47,50 | R     |

#### Eliminacje 2
| Miejsce | Zawodnik | Kraj      | Czas    | Uwagi |
| ------- | --- | --------- | ------- | ----- |
| 1       | Victor Bordereau Adrien Hardy Pierre-Jean Peltier Jean-Baptiste Macquet Frédéric Doucet Benjamin Rondeau Sébastien Lenté Dorian Mortelette Benjamin Manceau | Francja   | 5:31,46 | FA    |
| 2       | Sebastian Kosiorek Michał Stawowski Patryk Brzeziński Piotr Buchalski Wojciech Gutorski Marcin Brzeziński Rafał Hejmej Mikołaj Burda Daniel Trojanowski     | Polska    | 5:37,98 | R     |
| 3       | Anton Zarucki Aleksandr Lebiediew Roman Worotnikow Edgar Iwans Aleksandr Kulesz Dmitrij Rozinkiewicz Władimir Wołodenkow Dienis Markiełow Pawieł Safonkin   | Rosja     | 5:40,79 | R     |
| 4       | Ante Janjić Alen Banovac Josip Stojčević Nikša Skelin Vitomir Čavrlj Marin Bogdan Igor Boraska Branimir Vujević Silvije Petriško                            | Chorwacja | 6:08,12 | R     |

### Repasaże
Reguła kwalifikacji: 1-4 → FA, 5... → FB
| Miejsce | Zawodnik | Kraj            | Czas    | Uwagi |
| ------- | --- | --------------- | ------- | ----- |
| 1       | Sebastian Kosiorek Michał Stawowski Patryk Brzeziński Piotr Buchalski Wojciech Gutorski Marcin Brzeziński Rafał Hejmej Mikołaj Burda Daniel Trojanowski   | Polska          | 5:50,70 | FA    |
| 2       | Anton Zarucki Aleksandr Lebiediew Roman Worotnikow Edgar Iwans Aleksandr Kulesz Dmitrij Rozinkiewicz Władimir Wołodenkow Dienis Markiełow Pawieł Safonkin | Rosja           | 5:52,30 | FA    |
| 3       | Ante Janjić Alen Banovac Josip Stojčević Nikša Skelin Vitomir Čavrlj Marin Bogdan Igor Boraska Branimir Vujević Silvije Petriško                          | Chorwacja       | 5:52,62 | FA    |
| 4       | Charles Burkitt Nathaniel Reilly-O’Donnell Phil Turnham Thomas Broadway Marcus Bateman James Orme Tom Burton Tom Wilkinson Phelan Hill                    | Wielka Brytania | 5:53,22 | FA    |
| 5       | Florin Lauric Andrei Radion Ionut Moisa Andrei Timpau Ionut Minea Cristian Sirbu Ionel Strungaru Aurelian Stoica Bogdan Codrici                           | Rumunia         | 5:54,26 | FB    |
| 6       | Andrij Pryweda Ołeksandr Pachomow Iwan Bałandin Mykoła Bałandin Rusłan Piałkin Dmytro Prokopenko Andrij Szpak Ołeksij Tarasenko Ołeksandr Konowaluk       | Ukraina         | 6:04,82 | FB    |

### Finał B
| Miejsce | Zawodnik | Kraj    | Czas    | Uwagi |
| ------- | --- | ------- | ------- | ----- |
| 1       | Florin Lauric Andrei Radion Ionut Moisa Andrei Timpau Ionut Minea Cristian Sirbu Ionel Strungaru Aurelian Stoica Bogdan Codrici                     | Rumunia | 5:41,00 |       |
| 2       | Andrij Pryweda Ołeksandr Pachomow Iwan Bałandin Mykoła Bałandin Rusłan Piałkin Dmytro Prokopenko Andrij Szpak Ołeksij Tarasenko Ołeksandr Konowaluk | Ukraina | 5:43,24 |       |

### Finał A
| Miejsce | Zawodnik | Kraj            | Czas    | Uwagi |
| ------- | --- | --------------- | ------- | ----- |
|         | Victor Bordereau Adrien Hardy Pierre-Jean Peltier Jean-Baptiste Macquet Frédéric Doucet Benjamin Rondeau Sébastien Lenté Dorian Mortelette Benjamin Manceau | Francja         | 5:32,01 |       |
|         | Anton Zarucki Aleksandr Lebiediew Roman Worotnikow Edgar Iwans Aleksandr Kulesz Dmitrij Rozinkiewicz Władimir Wołodenkow Dienis Markiełow Pawieł Safonkin   | Rosja           | 5:32,76 |       |
|         | Sebastian Kosiorek Michał Stawowski Patryk Brzeziński Piotr Buchalski Wojciech Gutorski Marcin Brzeziński Rafał Hejmej Mikołaj Burda Daniel Trojanowski     | Polska          | 5:33,11 |       |
| 4       | Sebastian Kasielke Fokke Beckmann Nils Menke Max Bandel Richard Schmidt Marco Neumann Martin Rückbrodt Ruben Anemüller Martin Sauer                         | Niemcy          | 5:36,02 |       |
| 5       | Ante Janjić Alen Banovac Josip Stojčević Nikša Skelin Vitomir Čavrlj Marin Bogdan Igor Boraska Branimir Vujević Silvije Petriško                            | Chorwacja       | 5:37,40 |       |
| 6       | Charles Burkitt Nathaniel Reilly-O’Donnell Phil Turnham Thomas Broadway Marcus Bateman James Orme Tom Burton Tom Wilkinson Phelan Hill                      | Wielka Brytania | 5:39,95 |       |